# 白切鶏

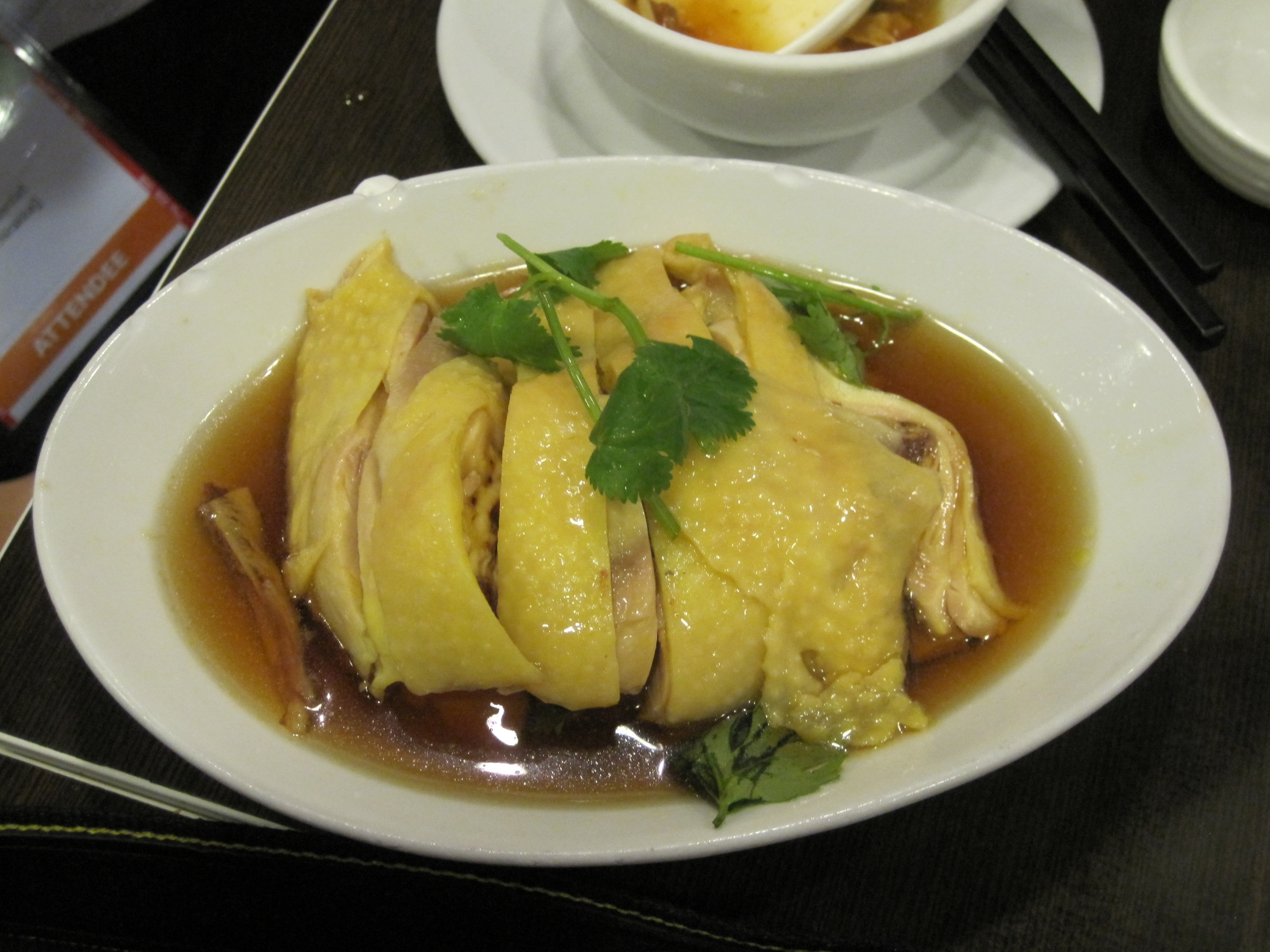
白切鶏の例（香港）

白切鶏（パイチーヂー、パイチエジー）は、広東料理の定番鶏料理の1種。白斬鶏（パイジャンジー）とも。
鶏肉を茹でるか酒蒸しにし、だし汁に入れて冷ましたものを適宜カットして皿に盛り付け、からし醤油やショウガのソースをかけて食する。なお、茹でる際には鶏の皮が溶けないように低温で茹でる。

## 類似の料理
- 白切鶏を中華人民共和国海南省文昌市産の鶏である文昌鶏で作ると、料理の名前も「文昌鶏」となる[4]。
- カオマンガイ、ナシアヤム - 白切鶏を祖とする料理[5]。